# Tiberio Julio Áquila Polemeano

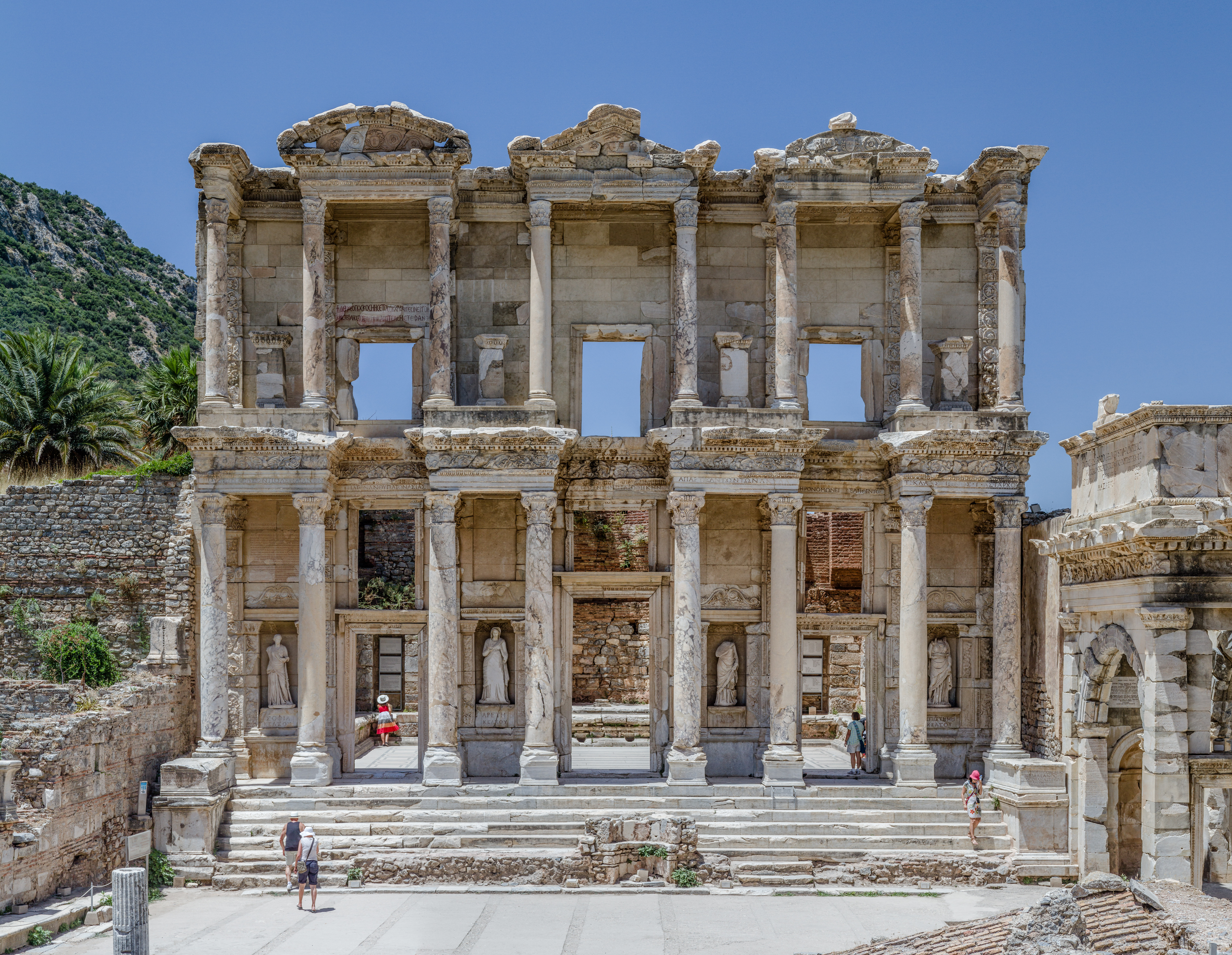
Fachada de la biblioteca de Celso

Tiberio Julio Áquila Polemeano  fue un senador romano que desarrolló su carrera política a finales del siglo I y comienzos del siglo II bajo los imperios de Domiciano, Nerva y Trajano.

## Vida y familia
Natural de Éfeso (Turquía), en la provincia romana de Asia era hijo de Tiberio Julio Celso Polemeano, consul suffectus en 92, bajo Domiciano, y procónsul de Asia en 105-106, bajo Trajano, y su hermana era Julia Quintila Isaúrica, casada con Tiberio Julio Juliano, consul suffectus en 129, bajo Adriano.
Su único cargo conocido fue el de consul suffectus entre abril y junio de 110, bajo Trajano, ocupándose de la construcción en Éfeso de la monumental biblioteca de Celso, dedicada a su padre.